# Der Klosterjäger
Der Klosterjäger est un film allemand réalisé par Max Obal, sorti en 1935.

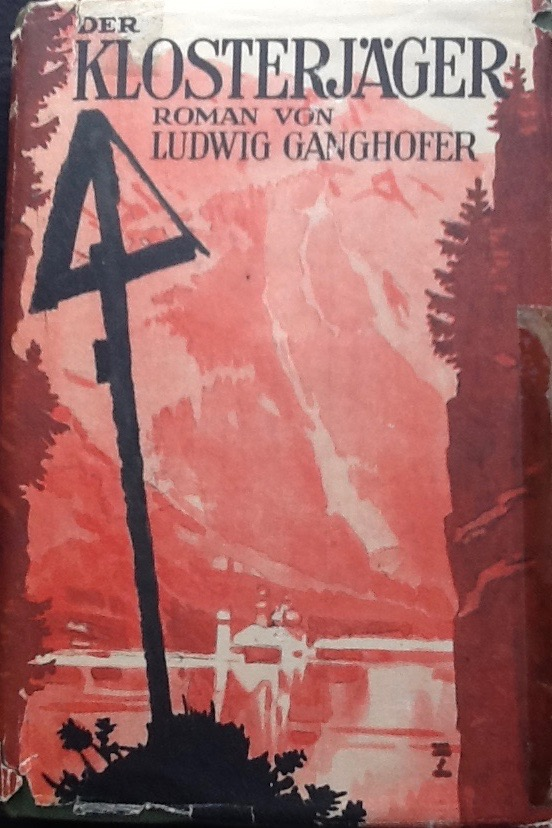
Couverture du roman Der Klosterjäger dont le film est inspiré.

Le scénario est adapté du roman du même nom de Ludwig Ganghofer.

## Synopsis
Un chasseur tente de fournir de la viande à un monastère de montagne. Il tombe amoureux d'une paysanne blonde.

## Fiche technique
- Réalisation : Max Obal[1]
- Scénario : Peter Francke d'après le roman Der Klosterjäger de Ludwig Ganghofer.
- Photographie : Karl Attenberger
- Musique : Marc Roland[2]
- Montage : Helene Bursek
- Production : UFA
- Distributeur : UFA
- Durée : 83 minutes
- Date de sortie : 18 novembre 1935

## Distribution
- Friedrich Ulmer : Heinrich von Inzing
- Paul Richter : Haymo, der Klosterjäger
- Josef Eichheim : Schluttemann, der Vogt
- Hans Rudolf Waldburg : Frater Severin
- Viktor Gehring : Dietwald von Falkenau
- Hansi Thoms : Walti
- Hermann Erhardt : Wolfrat, Lehnsbauer
- Olga Schaub : Josefa, seine Frau
- Charlotte Radspieler : Gittli, Wolfrats Schwester
- Willy Rösner : Der Eggebauer
- Erna Fentsch : Zenza, Tochter des Eggebauern

## Production
Le film a été tourné dans la région de Berchtesgaden pour le compte de l'Universum Film AG.